# Echeandia atoyacana
Echeandia atoyacana là một loài thực vật có hoa trong họ Măng tây. Loài này được Cruden mô tả khoa học đầu tiên năm 1999.